# Петров, Михаил Матвеевич
Михаил Матвеевич Петров (1780—1858) — полковник, герой Отечественной войны 1812 года.

## Биография
Происходил из дворян Воронежской губернии, происходивших от осадного головы Воронежского стрелецкого стана Феодора Петрова и его сына, стрелецкого разряда капитана, Андрея Фёдоровича. Родился в 1780 году в семье Матвея Ивановича Петрова (?—1802), из-за увечья вынужденного быть на военной службе, тогда как его два брата находились в военной службе. Михаил был четвёртым младшим сыном; его старшие братья: Алексей, Николай, Иван.
Начав после домашнего образования службу сержантом в Смоленском мушкетерском полку в 1797 году, в следующем году он получил чин прапорщика, в 1801 году был переведён в Елецкий мушкетерский полк, расположенный в Нарве и Ямбурге.
В рядах Елецкого полка Петров принимал участие в кампаниях 1805 года в Австрии и 1806—1807 годов в Восточной Пруссии, был в деле при Фридланде; за отличие в сражении при Прейсиш-Эйлау, где был ранен, получил особый золотой крест (из 118 человек первой мушкетёрской роты, которой он командовал, уцелело только 47 рядовых солдат) и под его командованием Елецкий мушкетерский полк, после заключения Тильзитского мира, возвратился в Россию.
Принимал участие в войне против шведов и отличился при защите Балтийского порта; в августе 1808 года был отправлен со своим батальоном для обороны русской эскадры против англо-шведского флота и за эту экспедицию был произведён в капитаны; в конце того же года был переведён в Гренадерский графа Аракчеева полк, стоявший в Санкт-Петербурге, где уже находился его брат Иван.
Затем сражался в дунайской действующей армии, был адъютантом генерала Сказина.
В 1810 году был переведён в 1-й егерский полк и в 1811 году по экзамену получил майорский чин.
Во время Отечественной войны 1812 года Петров был в сражениях при Бородине (1-й егерский полк защищал переправу через реку Колочь, затем — батарею Раевского), Тарутине, Малоярославце и многих других; 23 декабря 1812 года он был награждён орденом Св. Георгия 4-й степени (№ 1138 по кавалерскому списку Судравского и № 2505 по списку Григоровича — Степанова):
В воздаяние ревностной службы и отличия, оказанного в сражении против французских войск 1812 года августа 26-го при с. Бородине, где, быв употребляем в продолжении действий в опасных местах, исполнял все с успехом.
За отличия в других делах при изгнании Наполеоновской армии Петров 25 февраля 1813 году получил орден Святой Анны 2-й степени (алмазные знаки к сему ордену пожалованы 4 марта 1814).
В Заграничных кампаниях в 1814 году Петров за отличия получил чины подполковника и полковника (за отличие при штурме Монмартрских высот), 22 января того же года был пожалован золотой шпагой с надписью «За храбрость», а 18 марта орденом Св. Владимира 3-й степени.
Выйдя около 1816 года в отставку, Петров жил в своём имении около Воронежа. 
Умер 25 мая (6 июня) 1858 в деревне Петровской, Воронежского уезда Воронежской губернии. Был похоронен в Воронеже.

## Мемуары
В отставке М. М. Петров много лет работал над воспоминаниями; окончательная редакция их датируется 1845 годом, заключает в себе автобиографические сведения и воспоминания о Германии. Выдержки ранних редакций печатались в малотиражных изданиях уже при жизни автора, а после его смерти были приведены в статье М. Ф. де Пуле в «Воронежской беседе» за 1861 год (С. 78—127).
Первая полная публикация окончательной редакции: Рассказы служившего в 1-м егерском полку полковника Михаила Петрова о военной службе и жизни своей и трёх родных братьев его, зачавшейся с 1789 года. 1845 г. // 1812 год: Воспоминания воинов русской армии: Из собрания Отдела письменных источников Государственного Исторического музея. — М.: Мысль, 1991. — С. 112—329.

## Память
В 2011 году в микрорайоне Шилово в Воронеже одна из улиц была названа улицей братьев Петровых в честь М. М. Петрова и его брата И. М. Петрова.